# Rodokmen Markvarticů
Rodokmen Markvarticů a prvních členů rodů z něj vycházejících:
Markvart 
1. Heřman (1175-1197)
  1. Beneš (1197-1222)
    1. Beneš, řečený Okrouhlý či Okroužený – předek pánů z Michalovic a pánů z Velešína

  2. Markvart II. z Března (1197-1228) 
    1. Havel z Lemberka – zakladatel pánů z Lemberka a pánů ze Zvířetic (později Zvířetičtí z Vartenberka)  ∞  Zdislava z Lemberka
    2. Chval – zakladatel pánů z Polné
    3. Jaroslav z Hruštice (1234-1269) 
      1. Beneš z Dětenic – zakladatel Dětenských z Valdštejna
      2. Havel z Rohozce – zakladatel pánů z Rohozce
      3. Vok z Rotštejna – zakladatel pánů z Rotštejna
      4. Zdeněk z Valdštejna – zakladatel pánů z Valdštejna

    4. Markvart III. z Března (1255-1268)
      1. Beneš z Vartenberka(1281-1293) – zakladatel pánů z Vartenberka
        1. Jan z Vartenberka († 1316) – zakladatel Děčínských z Vartenberka (též Děckých z Vartenberka)
        2. Beneš (II.) z Vartenberka (†1332) – zakladatel Veselských z Vartenberka
        3. Markvart z Vartenberka – zakladatel Kumburských z Vartenberka
        4. Beneš (III.) z Vartenberka – zakladatel Kostských z Vartenberka

  3. Zaviš (1222)
2. Havel
3. Záviš (1174-1189)                              1. dcera (?-?), m. Vítek "starší" z Prčice a Krumlova – zakladatel pánů z Krumlova